# Thrypticomyia spathulifera
Thrypticomyia spathulifera is een tweevleugelige uit de familie steltmuggen (Limoniidae). De soort komt voor in het Australaziatisch gebied.